# Saint-Pierre (Saint-Pierre és Miquelon)
Saint-Pierre Saint-Pierre és Miquelon francia tengerentúli terület fővárosa és egyben legnépesebb települése, mely Saint-Pierre szigetén fekszik.

## Földrajz
Saint-Pierre a hasonló nevű szigeten fekszik, mely Kanada partjaitól nem messze, az Atlanti-óceánban terül el.

## Demográfia
A népesség 2006-ban 5509 fő volt. A lakosság nagy része baszk vagy breton származású.

## Közlekedés
A város repülőtere, a Saint-Pierre repülőtér, mely az ország egyetlen nemzetközi repülőtere a várostól délre helyezkedik el. A repülőtérről járatok indulnak Miquelonba és Kanadába is.

## Fordítás
Ez a szócikk részben vagy egészben  a   Saint-Pierre, Saint-Pierre and Miquelon című angol Wikipédia-szócikk fordításán alapul.  Az eredeti cikk szerkesztőit annak laptörténete sorolja fel. Ez a jelzés csupán a megfogalmazás eredetét és a szerzői jogokat jelzi, nem szolgál a cikkben szereplő információk forrásmegjelöléseként.